# Onymapata vittata
Onymapata vittata är en fjärilsart som beskrevs av Gustaaf Hulstaert 1923. Onymapata vittata ingår i släktet Onymapata och familjen björnspinnare. Inga underarter finns listade i Catalogue of Life.